# 普安桥
普安桥，是位于江苏省苏州市姑苏区上塘街的一座单孔石拱桥，始建于明朝，1982年列为第二批苏州市文物保护单位。

## 历史
普安桥始建于明弘治十四年（1501年），清嘉庆十九年（1814年）重修。明嘉靖时，为抗倭寇，普安桥处曾建造金阊关（又名青龙关），与铁铃关、白虎关共为苏州“六门三关”之一。:75
桥长30米，由南北两部分组成，南拱宽3.5米，跨4.5米，武康石砌制。北拱宽17.7米，上盖有关帝庙一座，清同治五年（1866年）所建。原有跨河戏台与庙相对，可在普安桥上看戏，现已毁。

普安桥桥上建庙的建筑结构在苏州桥梁中极罕见，有云“普安桥，造得巧，庙蹲桥，桥载庙，庙门对河道”。更有描绘普安桥古诗一首：
水巷桥多不足奇，庙桥合一古来稀。青龙偃月雄风在，镇守金阊畏虎罴。:75

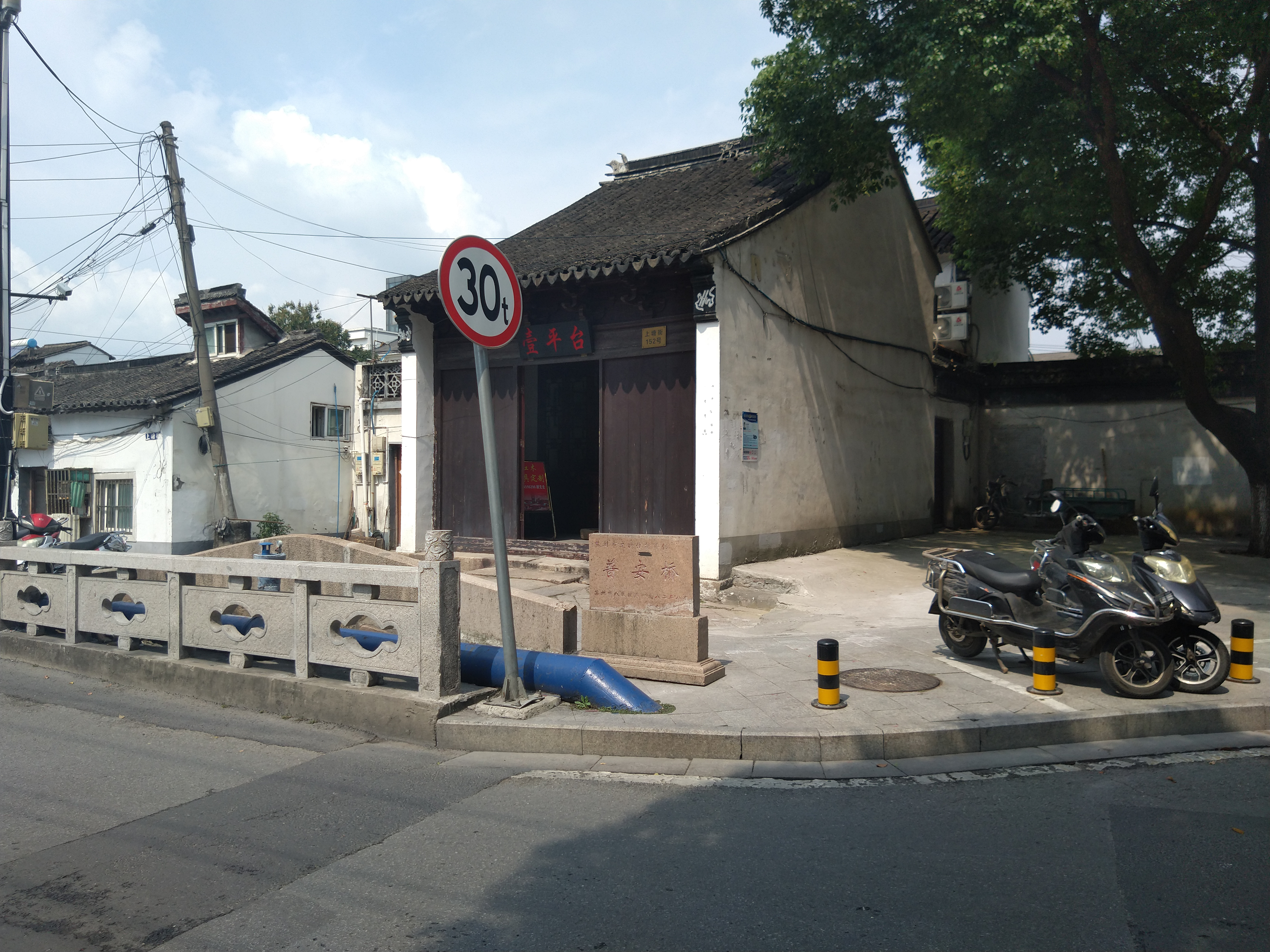
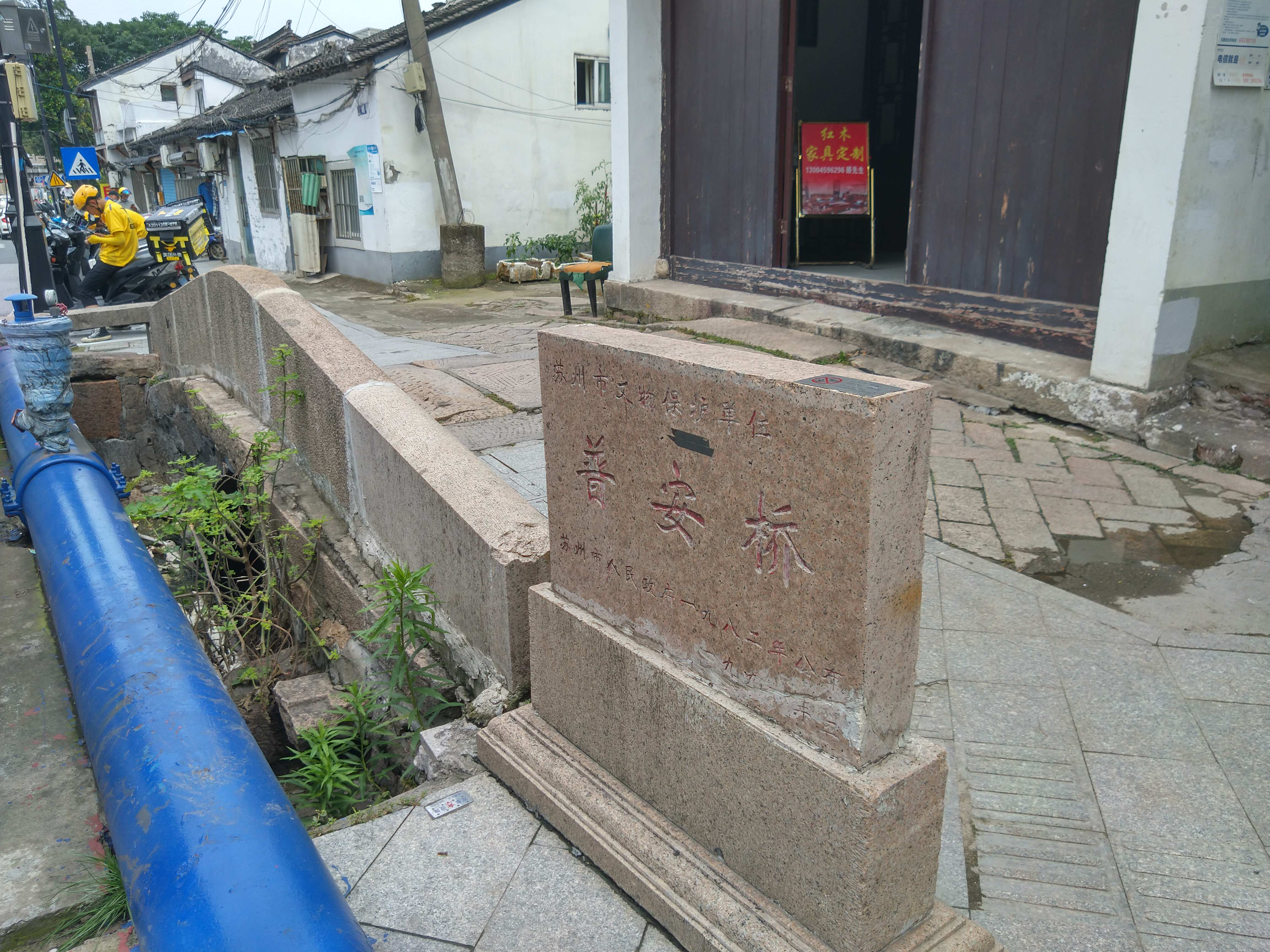
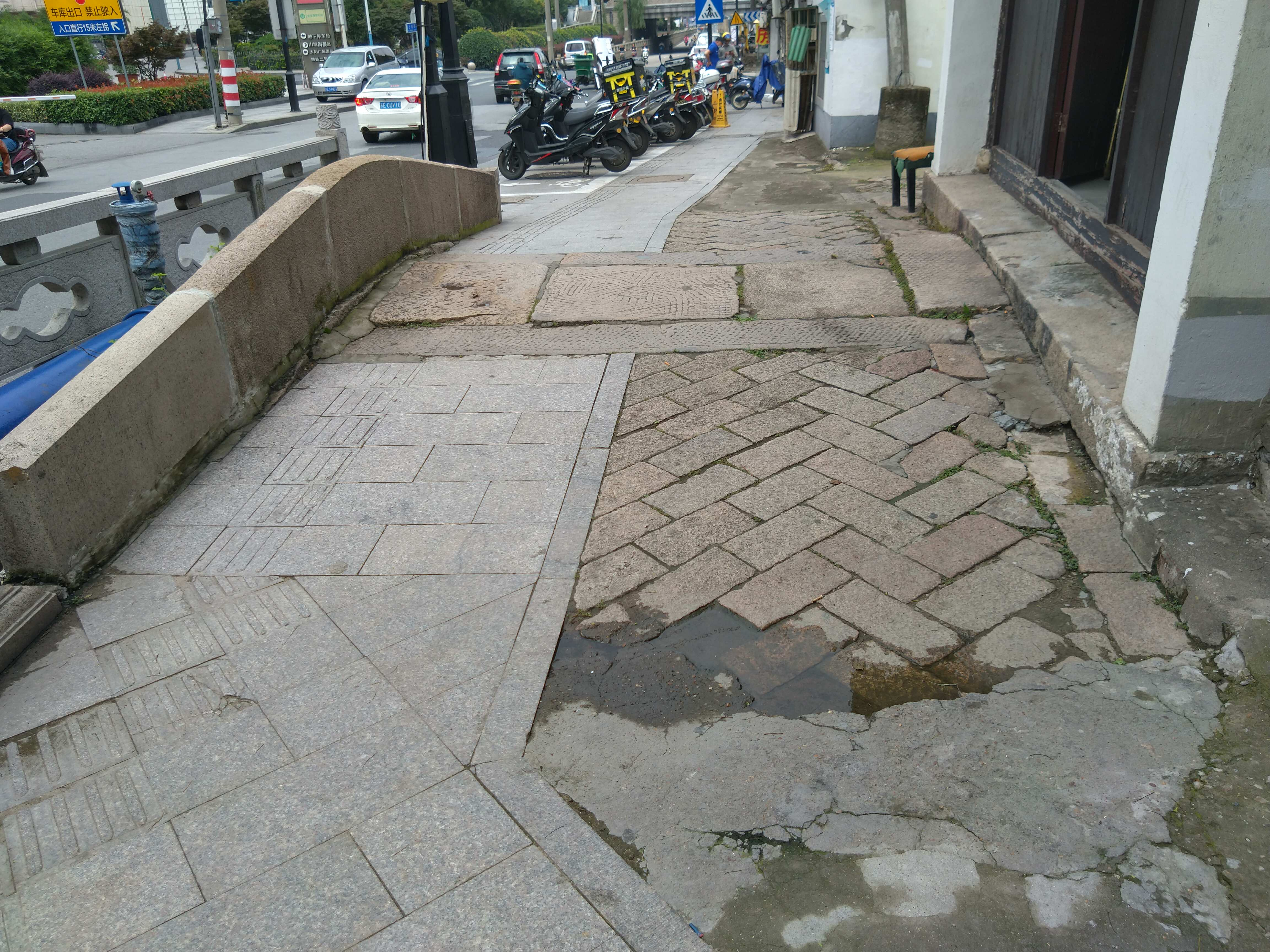